# Олишівська волость
Олишівська волость — історична адміністративно-територіальна одиниця Козелецького повіту Чернігівської губернії з центром у містечку Олишівка.
Станом на 1885 рік складалася з 7 поселень, 8 сільських громад. Населення — 5630 осіб (2752 чоловічої статі та 2878 — жіночої), 1028 дворових господарства.
|                     | Площа, десятин | У тому числі орної, дес. |
| ------------------- | -------------- | ------------------------ |
| Сільських громад    | 4932           | 3606                     |
| Приватної власності | 9695           | 8069                     |
| Казенної власності  | 1              | —                        |
| Іншої власності     | 23             | 21                       |
| Загалом             | 14651          | 11696                    |

Основні поселення волості:
- Олишівка — колишнє державне та власницьке містечко при річці Смолянка за 40 верст від повітового міста, 2551 особа, 476 дворів, 2 православні церкви, єврейський молитовний будинок, школа, лікарня, постоялий двір, 6 постоялих будинків, 5 лавок, шкіряний завод, базари, 2 щорічних ярмарки.
- Грабівка — колишнє державне село при річці Спеців, 497 осіб, 57 дворів, православна церква, школа, постоялий будинок.
- Красилівка — колишнє державне та власницьке село при річці Молофа, 1163 особи, 203 двори, православна церква, 4 постоялі двори, 3 постоялі будинки.
- Серединка — колишнє державне та власницьке село, 992 особи, 181 двір, 2 православні церкви, постоялий двір, 2 постоялих будинки.

1899 року у волості налічувалось 17 сільських громад, населення зросло до 10004 осіб (4919 чоловічої статі та 5085 — жіночої).